# H.F. Ewald
Herman Frederik Ewald (13. december 1821 – 29. april 1908) var en dansk forfatter og fader til forfatterne Theodor og Carl Ewald. 
Ewald var søn af generalmajor Carl Ewald, farfaren var den blandt andet af Stralsunds indtagelse fortjente generalløjtnant Joh. Ewald, morfaren var den bekendte overauditør P. Rosenstand-Goiske, udgiveren af Den dramatiske Journal. På mødreneside havde Ewald således en litterær fortid at slægte på, der viste sig stærkere end de militære traditioner på fædreneside, men ligesom hans mandige karakter og dybe religiøsitet turde være et arvegods fra faderen, således er det også åbenbart, at dennes nære forhold til hoffet og mange fornemme forbindelser ikke have været uden indflydelse på sønnens fremtrædende evne til at skildre personer og forhold fra aristokratiets kredse.
1841 blev Ewald student fra Sorø Akademi og tog sammesteds eksamen filosofikum. Han udmærkede sig i sin skoletid ikke ved nogen særlig vedholdende flid, men friluftslivet i de naturskønne omgivelser og den direkte og indirekte påvirkning af digterkolonien i Sorø gav dog impulser, der senere viste deres virkning. En kort tid studerede Ewald jura, men da dette studium aldeles ikke tiltalte ham, opgav han det snart og besluttede at blive landmand – vistnok mindre af egentlig tilbøjelighed for denne praktiske virksomhed end af lyst til at leve et ubundet liv i den frie natur. Efter at have lært landvæsenet – bl.a. på Jægerspris – overtog han en større forpagtning (hovedgården Gersdorffslund under stamhuset Rathlousdal i Jylland), men måtte efter nogle års forløb atter opgive den, dels fordi krigsårene den gang beredte alle jyske landmænd særlige vanskeligheder, dels vel også fordi han ikke fuldt ud var landmand, men havde mange andre interesser, der lagde beslag på hans tanker og hans tid. Resolut besluttede Ewald sig imidlertid nu til at slå ind på noget helt nyt, og efter at have taget eksamen som landmåler bosatte han sig som sådan på en mindre gård ved Gram i Nordslesvig. Her ægtede han 14. juli 1855 Julie Caroline Oest, datter af afd. birkedommer i Brahetrolleborg birk Nicolai Oest og Henriette Emilie født Volgand, og her levede han et roligt, lykkeligt liv indtil 1864, da han flyttede tilbage til kongeriget, først til Helsingør og senere til Frederiksborg; siden 1874 er han bosat i København.
Skønt Ewald allerede i skoletiden skrev digte, var det dog først 1860 – i hans 39. år –, at han trådte offentlig, men anonymt frem som forfatter med romanen Valdemar Krones Ungdomshistorie. Det kan måske siges, at denne sene debut har medført en vis mangel på lyrik i Ewalds produktion, men på den anden side kan han rose sig af straks ved sin første fremtræden at have budt læseverdenen noget fuldfærdigt, et helstøbt, fortrinligt arbejde, der da også straks blev anerkendt som sådant. Den forfatterpersonlighed, der træder en i møde i Valdemar Krones Ungdomshistorie, er en i livets skole modnet mand, der har set meget og opfattet det klart, og ved siden af den mønsterværdige karakterisering af personerne kan man ikke noksom fremhæve den friskhed, der præger hele fortællingen, og den hjemlige tone, som hviler over den fra først til sidst. Hurtig fulgte de store romaner Familien Nordby (1862) og Johannes Falk (1865) oven på den lykkelige Debut; den første bringer interiører fra 50erne, den anden fra den religiøse vækkelsesperiode i 30erne. Også i disse værker lægger Ewald de samme egenskaber for dagen som i sin første bog; en vis bredde kunne de på sine steder næppe frikendes for, men den hænger sammen med den ejendommelige vederhæftighed, som leder Ewald til at gøre rede for enhver sjælelig rørelse hos de optrædende figurer, og den samvittighedsfuldhed, hvormed han bestandig – ikke mindst i sine historiske romaner – stræber at skifte sol og vind lige mellem de stridende parter og modsatte livsanskuelser.

Ewalds ophold i Helsingør førte ham ind på den historiske roman: 1867 udkom Svenskerne på Kronborg. Den monumentale gamle fæstning har ligefrem inspireret ham på samme måde som Notre Dame inspirerede Victor Hugo, og at digtningen således er vokset frem af selve den historiske grund, er overordentlig betegnende for Ewalds arbejdsmåde; hvor han i skildringen fra fortiden ikke kan støtte sig til sine egne personlige oplevelser og iagttagelser, således som i nutidsfortællinger, der kræver han dog noget fast at bygge på: han vil kende lokaliteter og dokumenter fra den tid, han skal behandle, og først når han føler sig hjemme i tidsalderen og omgivelserne, begynder han at skrive. Karakteristisk i så henseende er følgende udtalelse af Ewald selv, der findes i et brev (aftrykt i For Romantik og Historie), som omtaler forarbejderne til hans anden historiske roman, Den skotske Kvinde på Tjele (1871). Det hedder her: 
| Citat | Den Kundskab, der erhverves hurtig, er ikke nok; Sjælen maa modtage den svundne Tids Aand med den Langsomhed, hvormed Stenen udhules af Draaben; Fantasien maa gradvis drage Næring af historiske Beretninger, men især af alle direkte Overleveringer, Breve, Domme, Love, endogsaa Samlingernes haandgribelige Skatte, og jeg har gjort to Rejser til Jylland for at blive lidt fortrolig med de Egne, i hvilke min Bogs Handling spiller. | Citat |
|       | |       |

 Ewald er imidlertid ikke blind for, at den blotte indsamling af materiale aldrig kan være nok, men han tilføjer: 
| Citat | Ligesom historisk forstenet af den langvarige Granskning har det krævet Tid atter at frigøre sig og faa Syn paa, at det er Duften af Floraen, jeg skal have, og ikke det hele Læs Stilke og Blade, | Citat |
|       | |       |

og man behøver da heller ikke at have læst mere end én af hans historiske romaner for at være på det rene med, at han virkelig besidder evnen til at give "duften" af den høst, han har bjærget i lade. Han råder ikke over den fantasi som B.S. Ingemann, og han vælger heller ikke som denne med særlig forkærlighed sine emner i den romantiske middelalder, men fortrinsvis i de senere, mere afdæmpede og mindre farverige tidsalder; men til gengæld er der i Ewalds romaner en sjælden historisk kolorit, en besindig prøvende dom, indgående psykologisk analyse og en egen stilfærdig poesi, der opruller billede på billede for en.
Rækken af de historiske romaner er lang: Knud Gyldenstjerne (1875), Niels Brahe (1877), Anna Hardenberg (1880), Valdemars-Toget (1884), Dronningens Jomfruer (1885), Niels Ebbesøn (1886) og Griffenfeld (1888), men Ewald har dog ikke for denne digtart forsømt den sociale roman, ved hvilken han vandt sine første laurbær: foruden mange mindre fortællinger har han udgivet Agathe (1873), Blanca (1878) og Georg Reinfeldt (1881). De allerfleste af hans bøger er udkommet i flere oplag, og en del af dem er oversat på svensk, engelsk og tysk. I Danmark have de ikke blot fundet vej til ethvert hjem, hvor man i det hele har interesse for litteraturen, men Ewald er tillige en meget læst og meget yndet folkelig forfatter, hvis rene sprog, noble livssyn og ægte nationale følelse kun kunne virke i god retning.